# Solomon R. Guggenheim Foundation
Die Solomon R. Guggenheim Foundation ist eine Non-Profit-Organisation, die von dem US-amerikanischen Kunstmäzen Solomon R. Guggenheim (1861–1949) und der deutschen Malerin Hilla von Rebay (1890–1967) im Jahre 1937 gestiftet wurde. Sitz der Stiftung ist New York City.

## Die Sammlung
Die Sammlung wurde von Hilla von Rebay aufgebaut und 1937 von dem Industriellen und Kunstsammler Solomon R. Guggenheim als Stiftung gegründet. Das Konzept der Sammlung entwickelte Hilla von Rebay im Zusammenwirken mit Wassily Kandinsky, Rudolf Bauer und Otto Nebel als Zentrum der abstrakten Kunst.
Die Sammlung aus dem Besitz von Guggenheim wurde durch Schenkungen und Zukäufe anderer Sammlungen erweitert und ist heute eine der wichtigsten Sammlungen der klassischen Moderne des späten 19. und frühen 20. Jahrhunderts. Hier finden sich wichtige Werke von Paul Klee, Franz Marc, Pablo Picasso, Fernand Léger, Robert Delaunay, Wassily Kandinsky, Alexander Calder, Edgar Degas, Joseph Beuys, Robert Rauschenberg, Mark Rothko, Richard Serra, Piet Mondrian, Oskar Kokoschka, Max Beckmann, Joan Miró und vielen anderen.
Sie baut wesentlich auf der subjektiven Auswahl großer Kunstsammler auf. Zu den Sammlungen, die im Guggenheim-Museum eine neue Heimat fanden, gehört die Sammlung von Hilde und Justin Thannhauser mit Werken des Impressionismus, Post-Impressionismus und der frühen Moderne, Skulpturen und Gemälde der historischen Avantgarde aus der Sammlung von Katherine Dreier, die Sammlung Karl Nierendorfs mit Werken des deutschen Expressionismus, Peggy Guggenheims Sammlung surrealistischer und abstrakter Werke oder die Sammlung von Minimal und Conceptual Art des Grafen Giuseppe Panza di Biumo.

## Museen

### Gegenwärtig betriebene Museen
Die Stiftung betreibt derzeit drei Guggenheim-Museen:

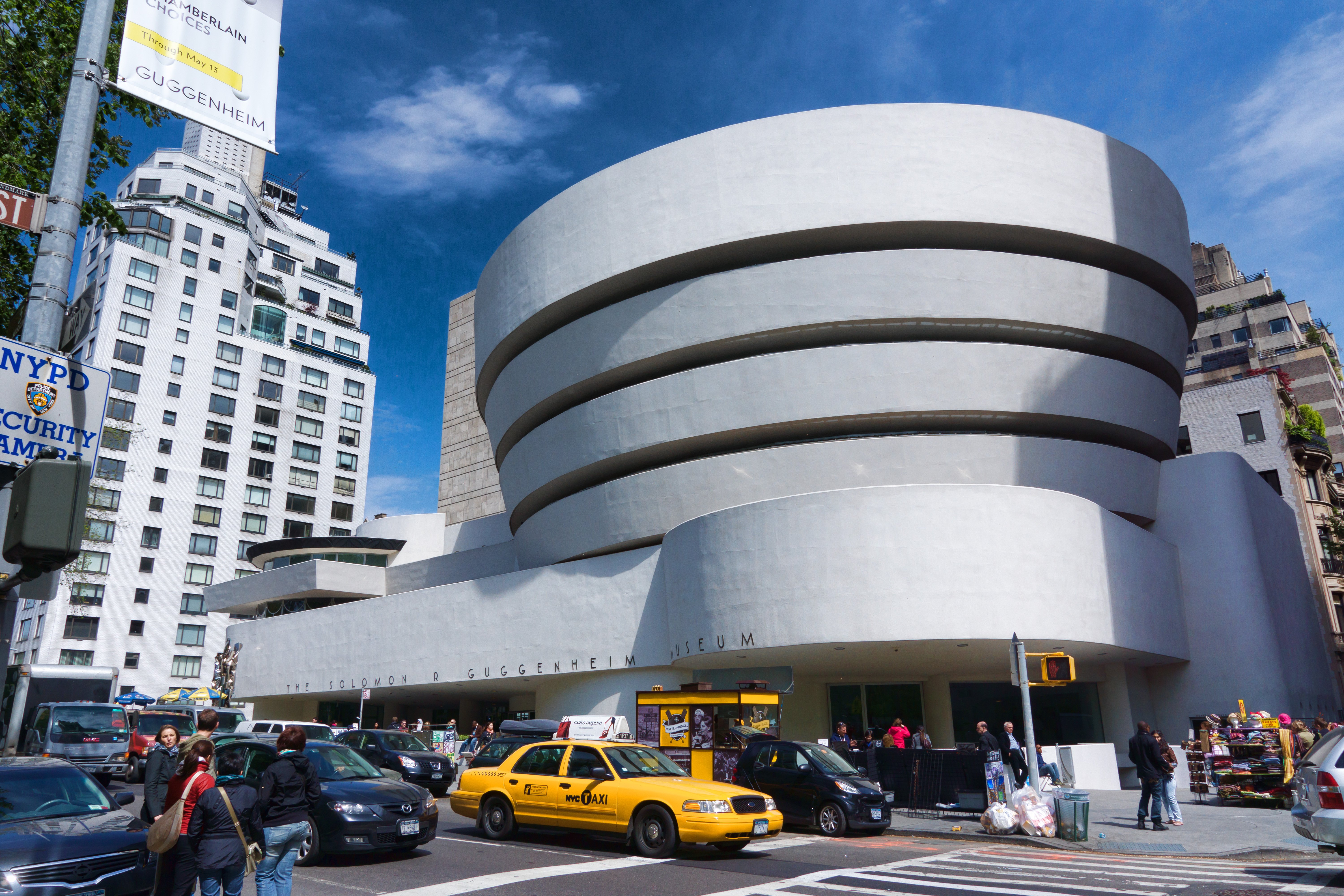
Das Solomon R. Guggenheim Museum in New York

#### Solomon R. Guggenheim Museum in New York
Das Solomon R. Guggenheim Museum in New York ist das älteste der Guggenheim-Museen und wurde 1939 als Museum of Non-Objective Painting gegründet und 1952 umbenannt. Das noch heute genutzte Gebäude wurde von Frank Lloyd Wright in Zusammenwirkung mit Hilla Rebay entworfen und zwischen 1956 und 1959 gebaut. Es gilt als eines der bedeutendsten von Wright entworfenen Gebäude, der noch vor der Eröffnung des Museums starb. Die Kunstwerke werden an einer Rampe präsentiert, die sich spiralförmig durch das Gebäude zieht. Dies stellte einen Bruch mit den normalen linearen Raumkonzepten von Museen dar. Daneben wurde kritisiert, die Architektur stelle die Bilder in den Schatten. 1992 wurde das Museum restauriert und um einen Turm ergänzt, der schon in Wrights Plänen vorgesehen war. Damit verdoppelte sich die Ausstellungsfläche des Museums.

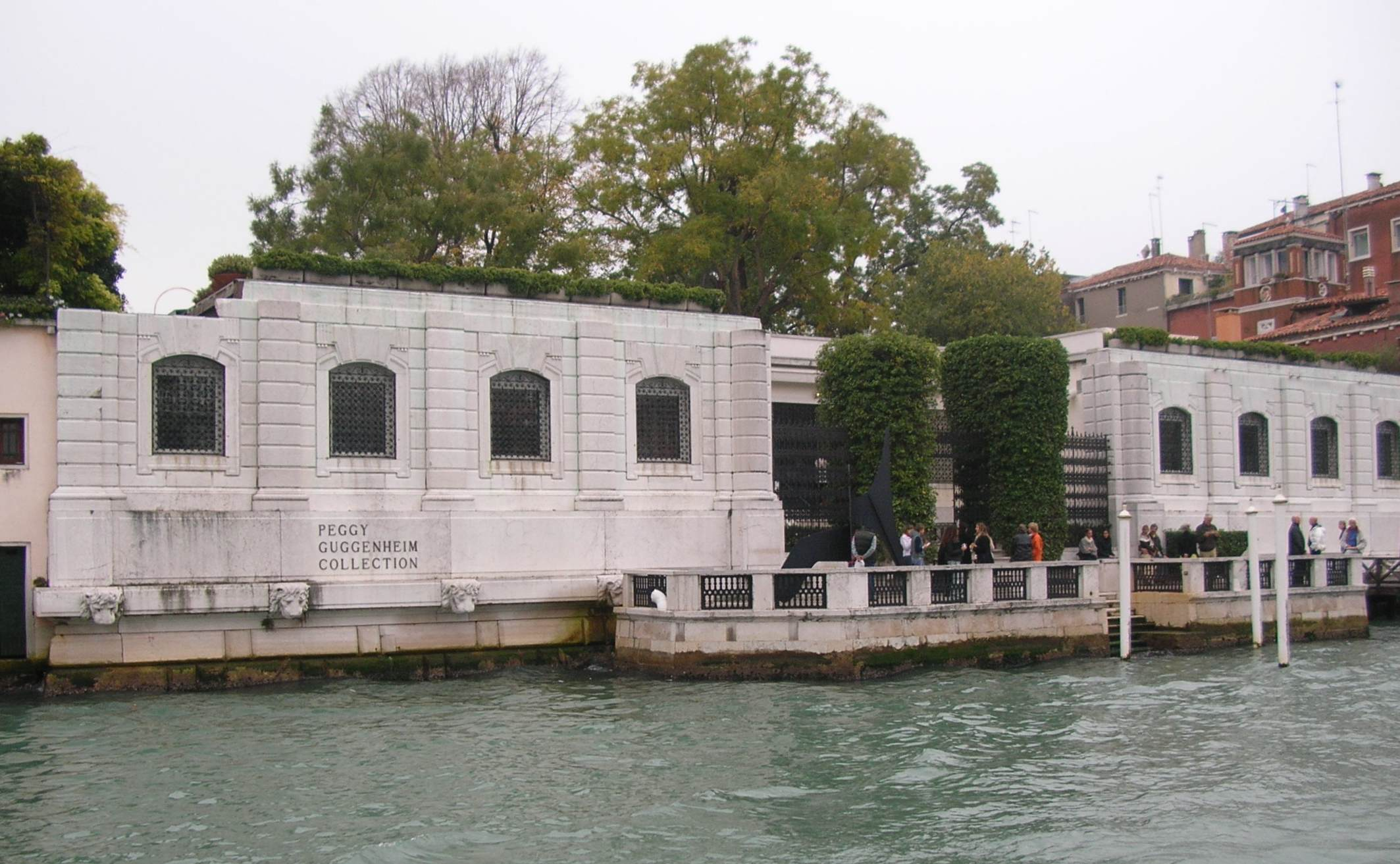
Peggy Guggenheim Collection in Venedig

#### Peggy Guggenheim Collection in Venedig
Die Peggy Guggenheim Collection in Venedig wurde 1951 gegründet, ist aber erst seit 1976 Teil der zur Solomon R. Guggenheim Foundation gehörenden Museen. Das Museumsgebäude ist der 1798 erbaute Palazzo Venier dei Leoni, der von Lorenzo Boschetti entworfen worden war. Der Palast wurde jedoch nie vollendet. 1949 kaufte Peggy Guggenheim das Gebäude und bewohnte es bis zu ihrem Tod. Schon währenddessen waren einige Räume und der zugehörige Park der Öffentlichkeit zugänglich. Nach ihrem Tod wurde der Palast komplett restauriert und zu einem Museum umgebaut.

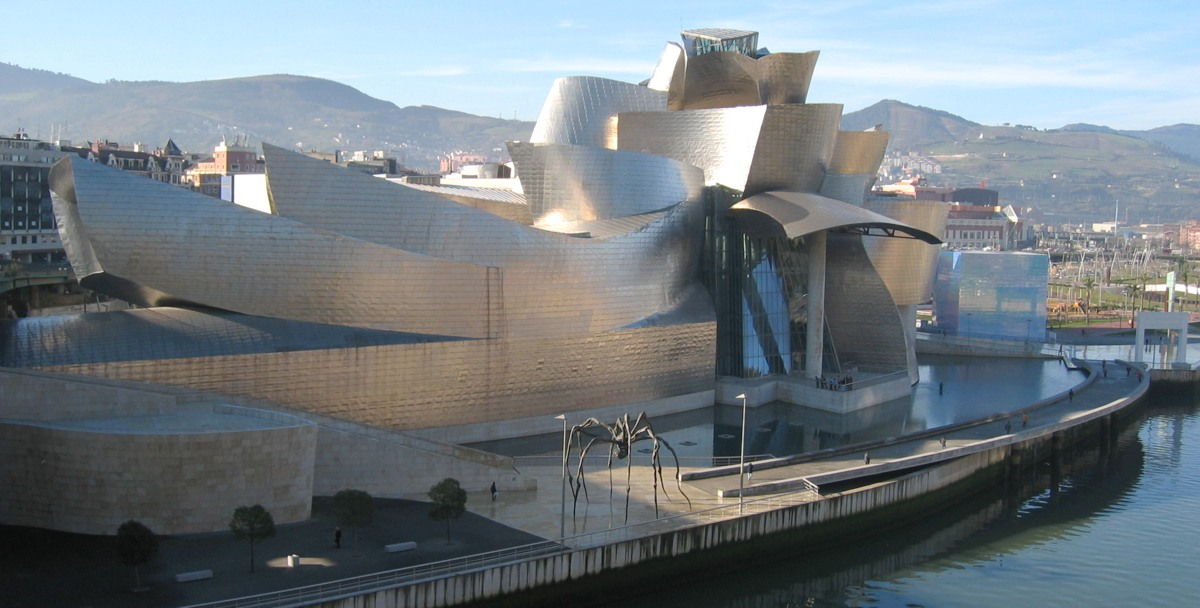
Museo Guggenheim Bilbao

#### Museo Guggenheim Bilbao
Das Museo Guggenheim Bilbao in Bilbao wurde im Oktober 1997 eröffnet. Die Solomon R. Guggenheim Foundation schlug den baskischen Behörden, die Bilbao kulturell beleben wollten, 1981 den Bau eines Guggenheim Museums vor. Aus dem internationalen Wettbewerb um die Gestaltung des Museumsgebäudes ging der Architekt Frank O. Gehry als Gewinner hervor. Das entstandene Gebäude vereint in sich Metall und Stein und gilt als eines der bedeutendsten Bauwerke des 20. Jahrhunderts und ist eines der Wahrzeichen Bilbaos. Das Museum hat eine Gesamtfläche von 24.000 Quadratmeter. Die Ausstellungsfläche beträgt 11.000 Quadratmeter.

### Ehemalige Museen

#### Guggenheim SoHo
Das Guggenheim SoHo im New Yorker Stadtteil SoHo existierte von 1992 bis 2002. In dem Künstler- und Galerienviertel Manhattans wurde die Dependance zeitgleich mit der Erweiterung des Stammhauses eröffnet. In dem Museum wurden hauptsächlich Ausstellungen der zeitgenössischen Kunst gezeigt. Der Architekt Arata Isozaki entwarf das futuristische Museum, das sich in einem Cast-Iron-Gebäude aus dem 19. Jahrhundert direkt am Broadway befand. Nach der Schließung beherbergt das Gebäude heute einen „Flagship Store“ der Luxusmarke Prada.

#### Guggenheim Hermitage in Las Vegas
Die Guggenheim Hermitage im Hotel Venetian in Las Vegas wurde 2000 eröffnet. Schon länger bestand eine enge Zusammenarbeit mit der Eremitage in Sankt Petersburg, die mit der Gründung des Guggenheim Hermitage Museum in Las Vegas ausgebaut wurden. Es befand sich im Kasinokomplex des Venetian Resort Hotel und wurde von Rem Koolhaas entworfen. Der Betrieb des Museums wurde 2007 durch das Hotel übernommen, wobei es weiterhin mit Werken aus der Sammlung der Guggenheim Foundation bespielt wurde. Das Guggenheim Hermitage schloss am 11. Mai 2008, was Beobachter sowohl in Zusammenhang mit dem Rücktritt des Direktors Thomas Krens – der maßgeblich verantwortlich für die Expansion der Guggenheim Foundation war – im Februar des Jahres wie mit mangelndem Engagement von Seiten der Leitung in New York stellen. Laut einer Aussage von Elizabeth Herridge, der Leiterin des Guggenheim Hermitage, besuchten seit seiner Eröffnung über eine Million Gäste die zehn dort gezeigten Ausstellungen.

#### Deutsches Guggenheim in Berlin

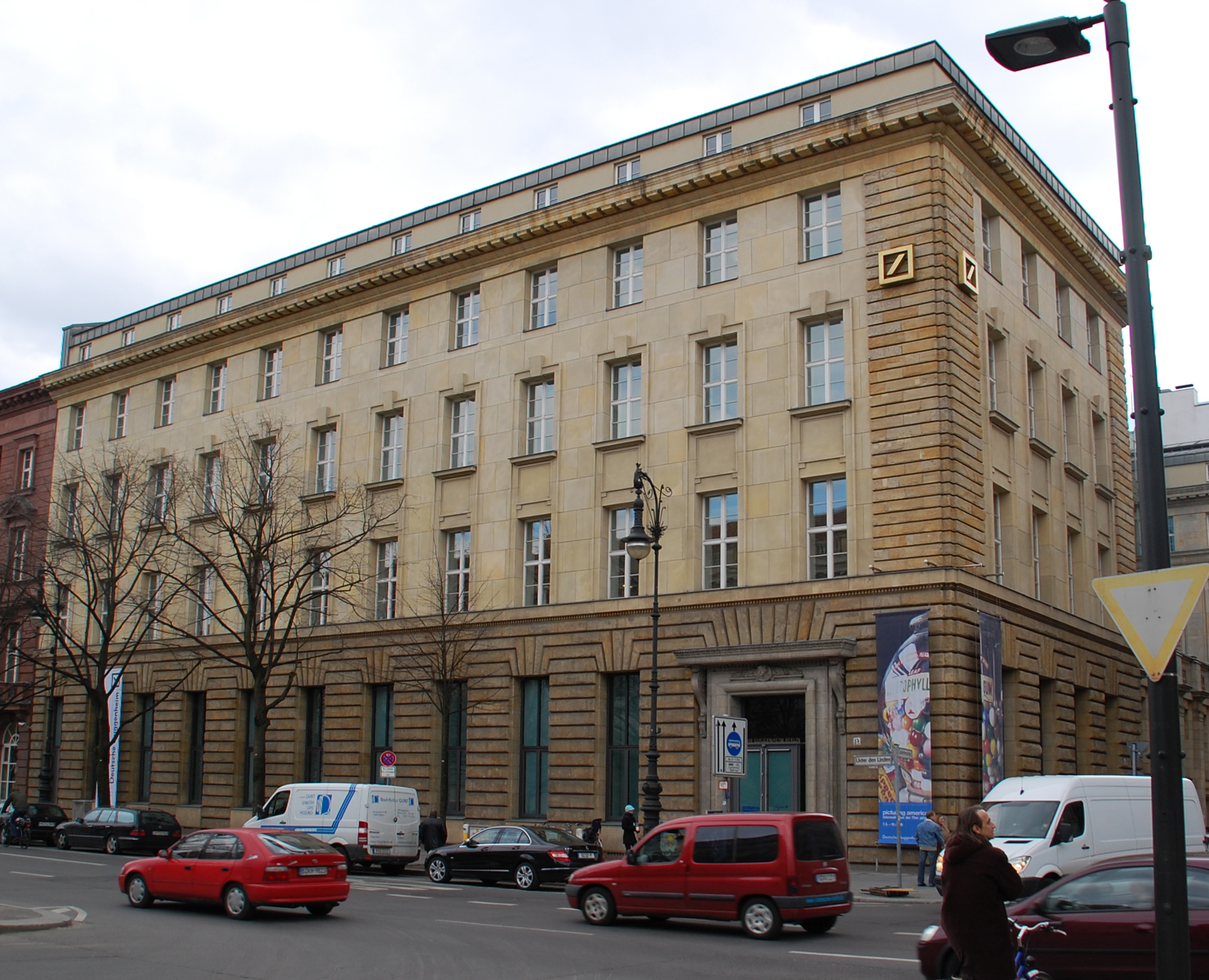
Deutsche Guggenheim in Berlin

Das Deutsche Guggenheim in Berlin wurde im November 1997 in Kooperation mit der Deutschen Bank eröffnet. Das Museum war im Gebäude der Hauptstadtrepräsentanz der Deutschen Bank Unter den Linden untergebracht. Dort entstand auf nur 510 Quadratmetern nach Entwürfen des amerikanischen Architekten Richard Gluckman eine Galerie, in der temporäre Ausstellungen gezeigt wurden. Kuratiert wurden diese von der Deutsche Bank Collection. Das Deutsche Guggenheim wurde zum Jahresende 2012 geschlossen.

### Geplante Museen
Während der durch den ehemaligen Direktor der Guggenheim-Foundation Thomas Krens betriebenen Expansion der Guggenheim-Foundation wurden Pläne für weitere Guggenheim-Museen vorgebracht, darunter ein Museum in Vilnius, für das im April 2008 ein Architekturentwurf von Zaha Hadid präsentiert wurde. Das neue Museum sollte – wie das Guggenheim Hermitage in Las Vegas – wiederum gemeinsam mit der Eremitage in St. Petersburg bespielt werden. 2011 wurden die Planungen für Vilnius eingestellt und stattdessen ein Standort in Helsinki geplant. Das Projekt wurde jedoch ebenso wenig realisiert wie andere mögliche Ableger in Salzburg, Guadalajara, Hongkong, Singapur und Rio de Janeiro, die von namhaften Architekten wie Jean Nouvel, Norman Foster und Hans Hollein entworfen werden sollten. Während diese Pläne nicht weiter verfolgt wurden, befindet sich ein durch Frank Gehry entworfenes Museum in Abu Dhabi im Bau.

## Audio und Video

### Filmdokumentation
- Sigrid Faltin: Vom Kupferkönig zum Kunstkonzern. Die Guggenheim-Geschichte. 30 Minuten, ARD 2006.

### Audio
- Was die Guggenheim-Museen mit einem Aargauer Dorf zu tun haben In: Zeitblende auf Schweizer Radio und Fernsehen vom 9. März 2024